# Aleksander Sznapik
Aleksander Sznapik (ur. 10 lutego 1951 w Warszawie) – polski szachista, mistrz międzynarodowy, brat Krzysztofa Sznapika.

## Kariera szachowa
W latach siedemdziesiątych i osiemdziesiątych należał do ścisłej czołówki polskich szachistów. W 1970 roku zadebiutował w finale indywidualnych mistrzostw Polski. Do 1992 roku dwudziestokrotnie uczestniczył w turniejach finałowych, zdobywając dwanaście medali: 4 złote (1976, 1980, 1984, 1991), 4 srebrne (1972, 1974, 1978, 1981) oraz 4 brązowe (1977, 1988, 1989, 1992).
Wielokrotnie reprezentował Polskę w rozgrywkach drużynowych, m.in.: 
- dziewięciokrotnie na olimpiadach szachowych (w latach 1972, 1978, 1980, 1982, 1984, 1986, 1988, 1990, 1992)[1],
- dwukrotnie na drużynowych mistrzostwach Europy (w latach 1973, 1989)[2],
- dwukrotnie na drużynowych mistrzostwach świata studentów (w latach 1976, 1977)[3],
- trzykrotnie na turniejach o Puchar Nordycki (Nordic Cup) (w latach 1983, 1985, 1987); trzykrotny medalista: wspólnie z drużyną – złoty (1983), srebrny (1987) i brązowy (1985)[4].

Do najbardziej udanych należał jego występ na olimpiadzie w Lucernie w 1982 r. (54,2% na pierwszej szachownicy, siódme miejsce drużynowo), na której pokonał między innymi Wiktora Korcznoja).
Brał udział w kilkudziesięciu turniejach międzynarodowych. Uzyskał tytuł mistrza międzynarodowego w 1977 r. po dwóch udanych występach na turniejach w Sztokholmie i Lublinie. W 1979 r. zwyciężył w silnie obsadzonym turnieju międzynarodowym o Puchar Ministra Komunikacji w Warszawie, natomiast na przełomie tego i następnego roku podzielił II m. w turnieju Rilton Cup w Sztokholmie. W 1984 i 1989 r. podzielił I miejsca w turniejach szwajcarskich Politiken Cup w Kopenhadze, natomiast w 1987 r. podzielił II m. w turnieju open festiwalu w Biel (za Lwem Gutmanem, wspólnie z Mihai Șubą i Dusanem Rajkoviciem), wypełniając normę na tytuł arcymistrza.
W 1998 r. zakończył czynną karierę szachową.
W 2010 r. w pokazowym Szachowym Turnieju Gwiazd rozegrał Warszawie mecz z Iwetą Rajlich, pokonując ją w stosunku 4–2.
Najwyższy ranking w karierze osiągnął 1 stycznia 1990 r., z wynikiem 2485 punktów zajmował wówczas 2. miejsce (za Aleksandrem Wojtkiewiczem) wśród polskich szachistów.